# بلبل ابروزرد
بلبل ابروزرد (نام علمی: Acritillas indica)، یا بلبل ابروزرین، یک گونه از پرندگان آوازخوان از خانوادهٔ بلبلان است. در جنگل‌های جنوب هند و سریلانکا یافت می‌شود. بلبل ابروزرد عمدتاً زرد در زیرتنه و زیتونی در بالاتنه با ابروی زرد مشخص است. آنها به راحتی با صداهای بلند خود پیدا می‌شوند اما تمایل دارند در شاخ و برگ‌های زیر سایه‌بان جنگل بچرخند. در حالی که طبقه‌بندی آن در طول زمان تغییر کرده‌است، اکنون تنها گونه در جنس تک‌نماد Acritillas است که نزدیک به Hemixos است.

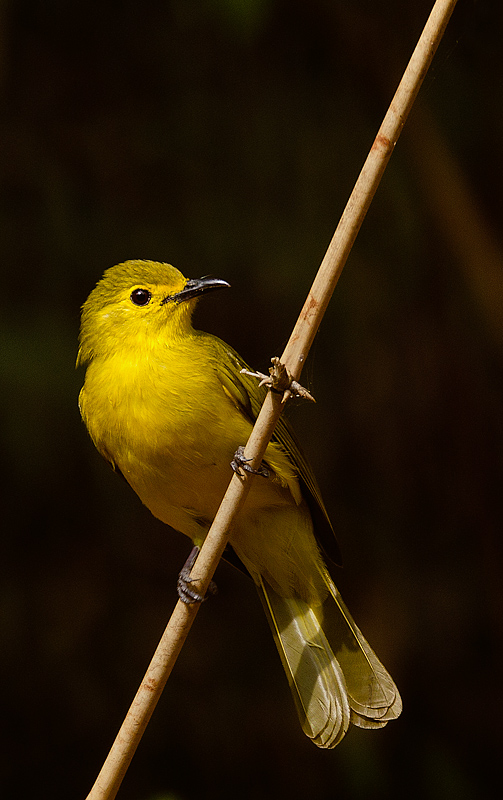
زیرگونهٔ A. i. icterica در Dandeli، هند

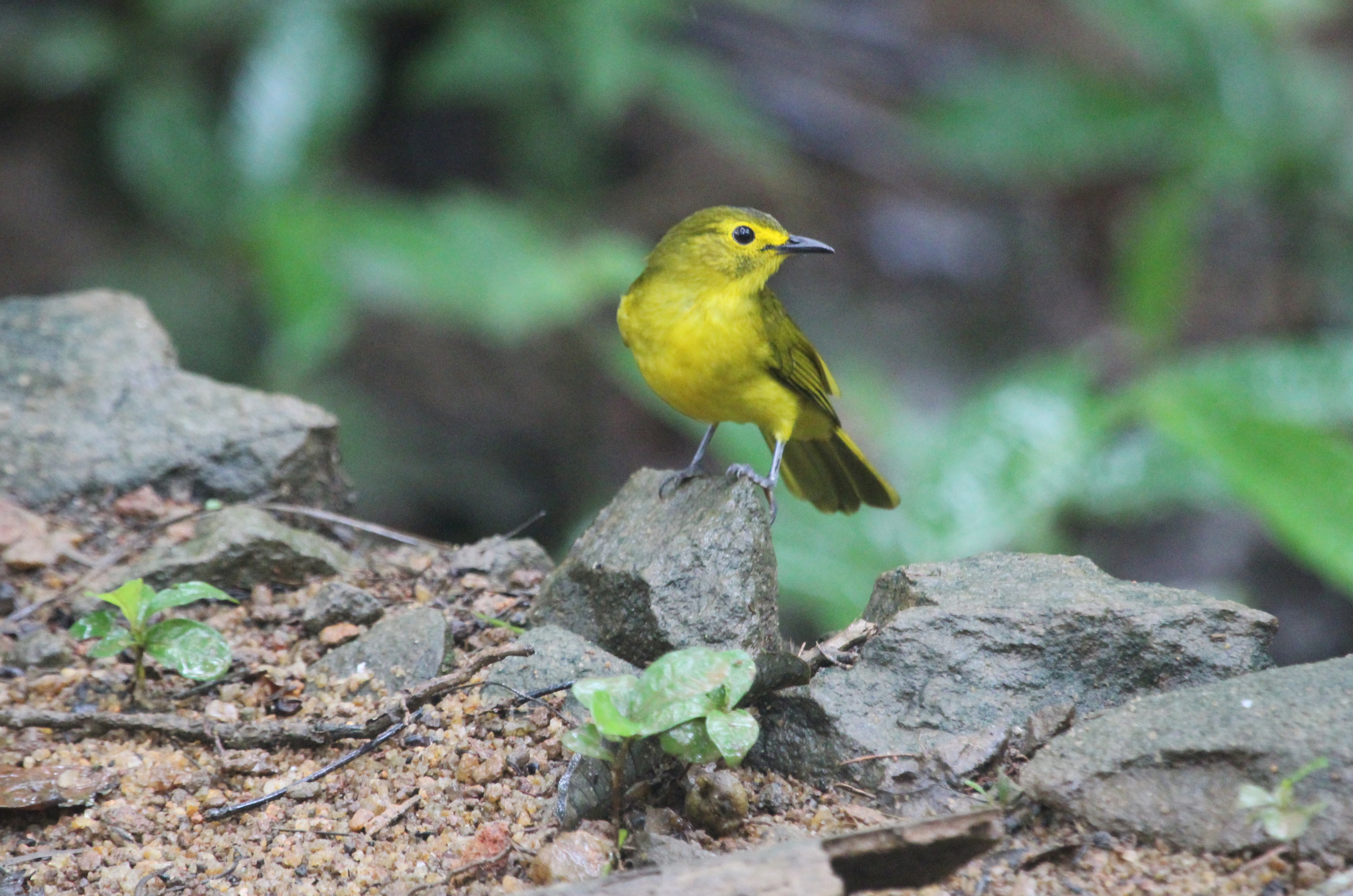
زیرگونهٔ A. i. guglielmi در نزدیکی Sinharaja با رنگ سبزفام در زیرتنه